# Жан Фьєве
Жан Фьєве (фр. Jean Fievez, 30 листопада 1910, Брюссель — 18 березня 1997, Дрогенбос) — бельгійський футболіст, що грав на позиції нападника, зокрема, за клуб «Моленбек», а також національну збірну Бельгії.

## Клубна кар'єра
У футболі дебютував виступами за команду «Ла Форестуазе», в якій грав до 1936 року. 
Своєю грою за цю команду привернув увагу представників тренерського штабу клубу «Моленбек», до складу якого приєднався 1936 року. Відіграв за команду з Моленбека наступні сім сезонів своєї ігрової кар'єри.
Завершив професійну ігрову кар'єру у клубі «Монс», за команду якого виступав протягом 1946—1947 років.
У загальній складності зіграв 91 гру в першому дивізіоні, забивши 29 голів, а в другому дивізіоні — 207 ігор і 106 голів. 
| Дата       | Місто     | Господарі  | Результат | Гості      | Турнір           | Голи | Примітки |
| ---------- | --------- | ---------- | --------- | ---------- | ---------------- | ---- | -------- |
| 03.05.1936 | Брюссель  | Бельгія    | 1 – 1     | Нідерланди | товариський матч | -    |          |
| 09.05.1936 | Брюссель  | Бельгія    | 3 – 2     | Англія     | товариський матч | 1    |          |
| 24.05.1936 | Базель    | Швейцарія  | 1 – 1     | Бельгія    | товариський матч | -    |          |
| 04.04.1937 | Антверпен | Бельгія    | 2 – 1     | Нідерланди | товариський матч | 1    |          |
| 19.03.1939 | Антверпен | Бельгія    | 5 – 4     | Нідерланди | товариський матч | 1    |          |
| 23.04.1939 | Амстердам | Нідерланди | 3 – 2     | Бельгія    | товариський матч | -    |          |
| 14.05.1939 | Льєж      | Бельгія    | 1 – 2     | Швейцарія  | товариський матч | -    |          |
| 18.05.1939 | Брюссель  | Бельгія    | 1 – 3     | Франція    | товариський матч | -    |          |
| 27.05.1939 | Лодзь     | Польща     | 3 – 3     | Бельгія    | товариський матч | 1    |          |
| Усього     |           | Матчів     | 9         |            | Голів            | 4    |          |

Помер 18 березня 1997 року на 87-му році життя.